# یوژف بنچیچ
یوژف بنچیچ (مجاری: József Bencsics; ۶ اوت ۱۹۳۳ – ۱۳ ژوئیهٔ ۱۹۹۵) بازیکن فوتبال اهل مجارستان بود.
از باشگاه‌هایی که در آن بازی کرده‌است می‌توان به باشگاه فوتبال اویپشت اشاره کرد.
وی همچنین در تیم ملی فوتبال مجارستان بازی کرده‌است.